# Distretto di Gopalganj (India)
Gopalganj è un distretto dell'India di 2 149 343 abitanti, che ha come capoluogo Gopalganj.